# 青年の誓い
青年の誓い（せいねんのちかい、英語: Youth Pledge、インドネシア語: Sumpah Pemuda）は1928年10月28日にオランダ領東インドジャカルタにおいて、インドネシアの青年民族主義者が開催した第2回インドネシア青年会議でたてられた誓いである。民族主義者たちは誓いの中で、一祖国、一民族、一言語という思想を掲げた。

## 背景
第1回インドネシア青年会議が1926年に当時オランダ領東インドの首都であったバタヴィア（現名称：ジャカルタ）で開催された。この会議では公式の決定はなされなかったが、インドネシア統一に関する議論が行われた。
1928年10月28日、第2回インドネシア青年会議が3つの異なる場所で開催された。最初のセッションでは、会議はインドネシア統一を鼓舞する希望であることが確認された。2つ目のセッションでは、教育問題に関する議論が行われた。最後の第三セッションは10月28日に開催され、ワゲ・ルドルフ・スプラットマンにより作曲された未来のインドネシア国歌となるインドネシア・ラヤが参加者に向けて演奏された。
第2回インドネシア青年会議は青年の誓いの読み上げとともに閉会となった。

## 誓い
「青年の誓い」のインドネシア語原文は以下のとおり。

Pertama

Kami poetera dan poeteri Indonesia, mengakoe bertoempah darah jang satoe, tanah air Indonesia.

Kedoea

Kami poetera dan poeteri Indonesia, mengakoe berbangsa jang satoe, bangsa Indonesia.

Ketiga

Kami poetera dan poeteri Indonesia, mendjoendjoeng bahasa persatoean, bahasa Indonesia.

日本語訳:

一、

我々インドネシア青年男女は、インドネシアという一つの祖国をもつことを確認する。

二、

我々インドネシア青年男女は、インドネシア民族という一つの民族であることを確認する。

三、

我々インドネシア青年男女は、インドネシア語という統一言語を使用する。

## 代表団メンバー

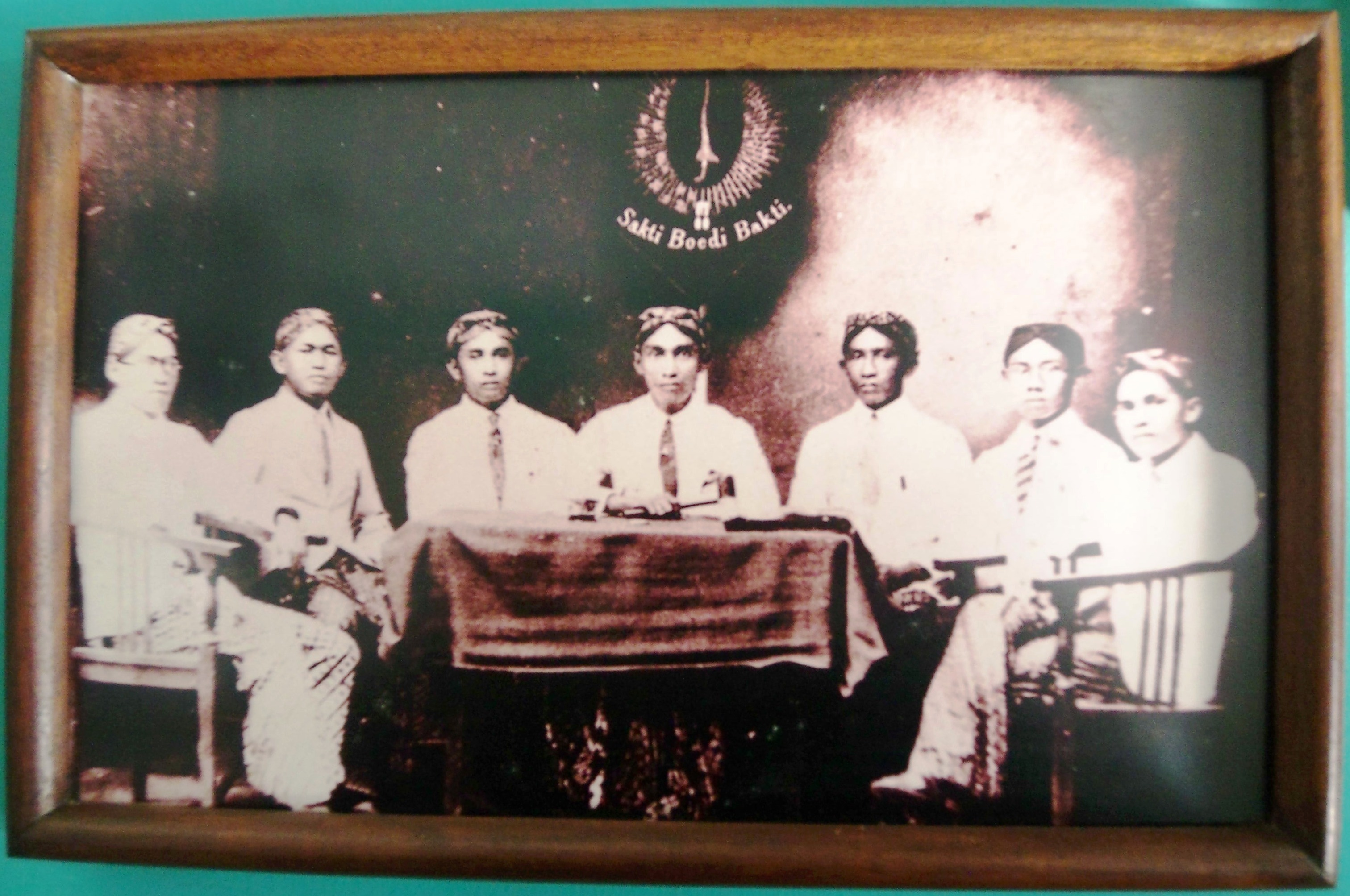
代表団の写真

- 代表: Sugondo Djojopuspito (PPPI)
- 副代表: R.M. Joko Marsaid (Jong Java)
- 秘書: Muhammad Yamin (Jong Soematranen Bond)
- 会計: Amir Sjarifudin (Jong Bataks Bond)
- 第1補佐: Johan Mohammad Cai (Jong Islamieten Bond)
- 第2補佐: R. Katjasoengkana (Pemoeda Indonesia)
- 第3補佐: R.C.I. Sendoek (Jong Celebes)
- 第4補佐: Johannes Leimena (Jong Ambon)
- 第5補佐: Mohammad Rochjani Su'ud (Pemoeda Kaoem Betawi)